# Code of the Silver Sage
Code of the Silver Sage è un film del 1950 diretto da Fred C. Brannon.
È un western statunitense con Allan "Rocky" Lane, Eddy Waller e Roy Barcroft.

## Produzione
Il film, diretto da Fred C. Brannon su una sceneggiatura di Arthur E. Orloff, fu prodotto da Gordon Kay, come produttore associato, per la Republic Pictures e girato nell'Iverson Ranch a Chatsworth e nel ranch di Corriganville a Simi Valley, California, dal novembre 1949.

## Distribuzione
Il film fu distribuito negli Stati Uniti dal 25 marzo 1950 al cinema dalla Republic Pictures. È stato distribuito anche in Brasile con il titolo O Terror do Arizona e a Cuba, Australia, Danimarca, Regno Unito (dalla British Lion Film Corporation) e Belgio.

## Promozione
Le tagline sono:
- THRILLS THAT NEVER STOP!
- SMASHING, FIST-HARD ADVENTURE! Bullet-fast action with that fighting cowboy!